# Palacio Episcopal de Cáceres

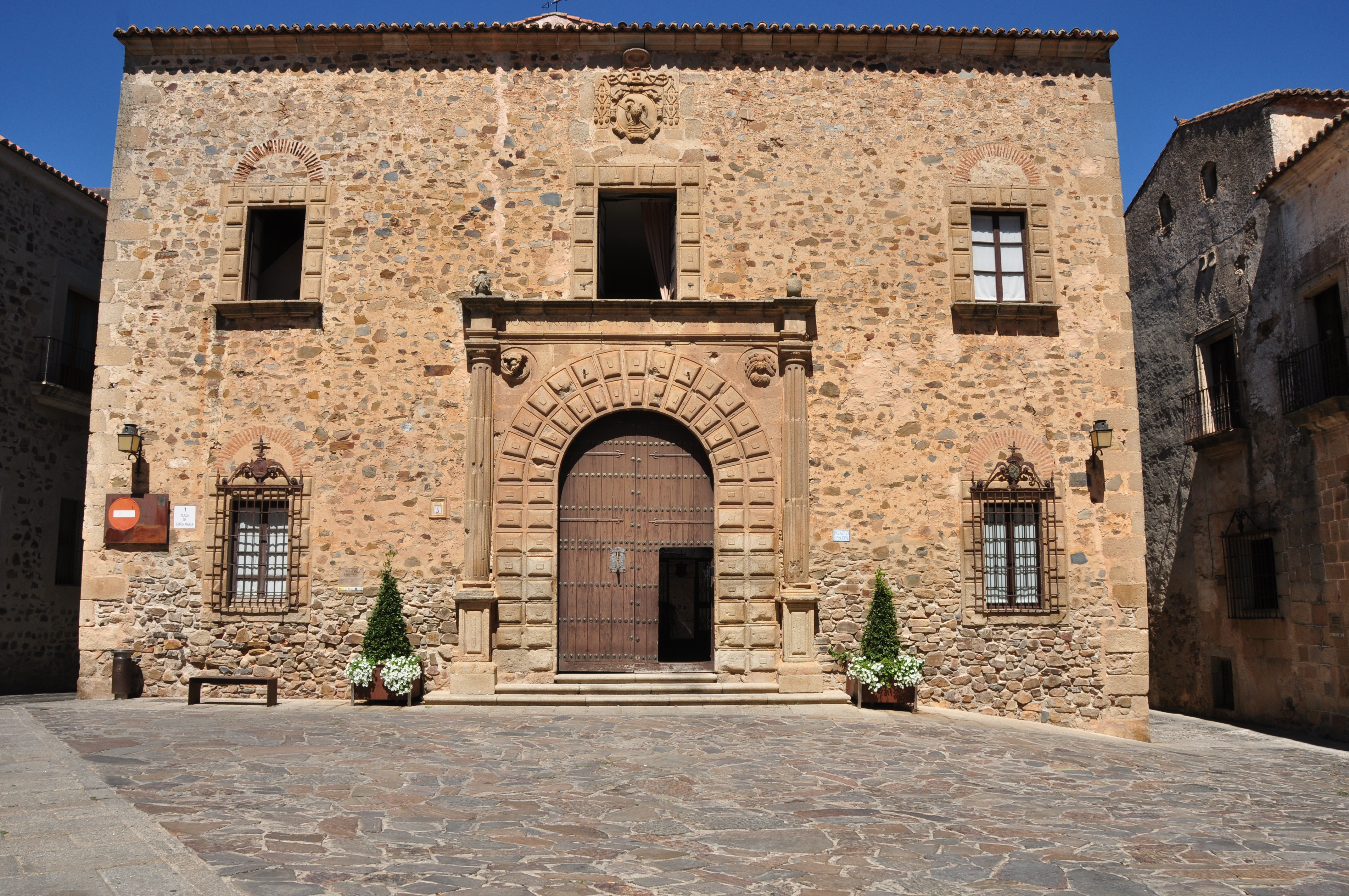
Palacio Episcopal.

El palacio Episcopal de Cáceres se levanta en la plaza de Santa María, en la parte baja de la ciudad monumental. Situado a la izquierda tras entrar en el recinto por el arco de la Estrella, el palacio Episcopal del obispo de la actual diócesis de Coria-Cáceres se levanta en un solar que hasta 1261 habían ocupado una serie de tiendas.
Presenta su fachada principal, de estilo renacentista, hacia la plaza de Santa María. En esta portada de 1587 se distingue un arco de medio punto con dos hileras de sillares almohadillados enmarcados con dos columnas. Dentro del conjunto, dos medallones con figuras de lo que parecen dos indios americanos, hombre y mujer, dan idea de la participación de la región en la colonización de América. En el friso superior se lee el nombre del obispo de la diócesis de Coria (actualmente Coria-Cáceres), bajo cuyo mandato se edificó el palacio, Pedro García de Galarza. Coronando la ventana central, rodeada de sillares almohadillados, como el resto, aparece el escudo de Galarza. En el interior se encuentra un patio porticado salpicado de diversos escudos episcopales.

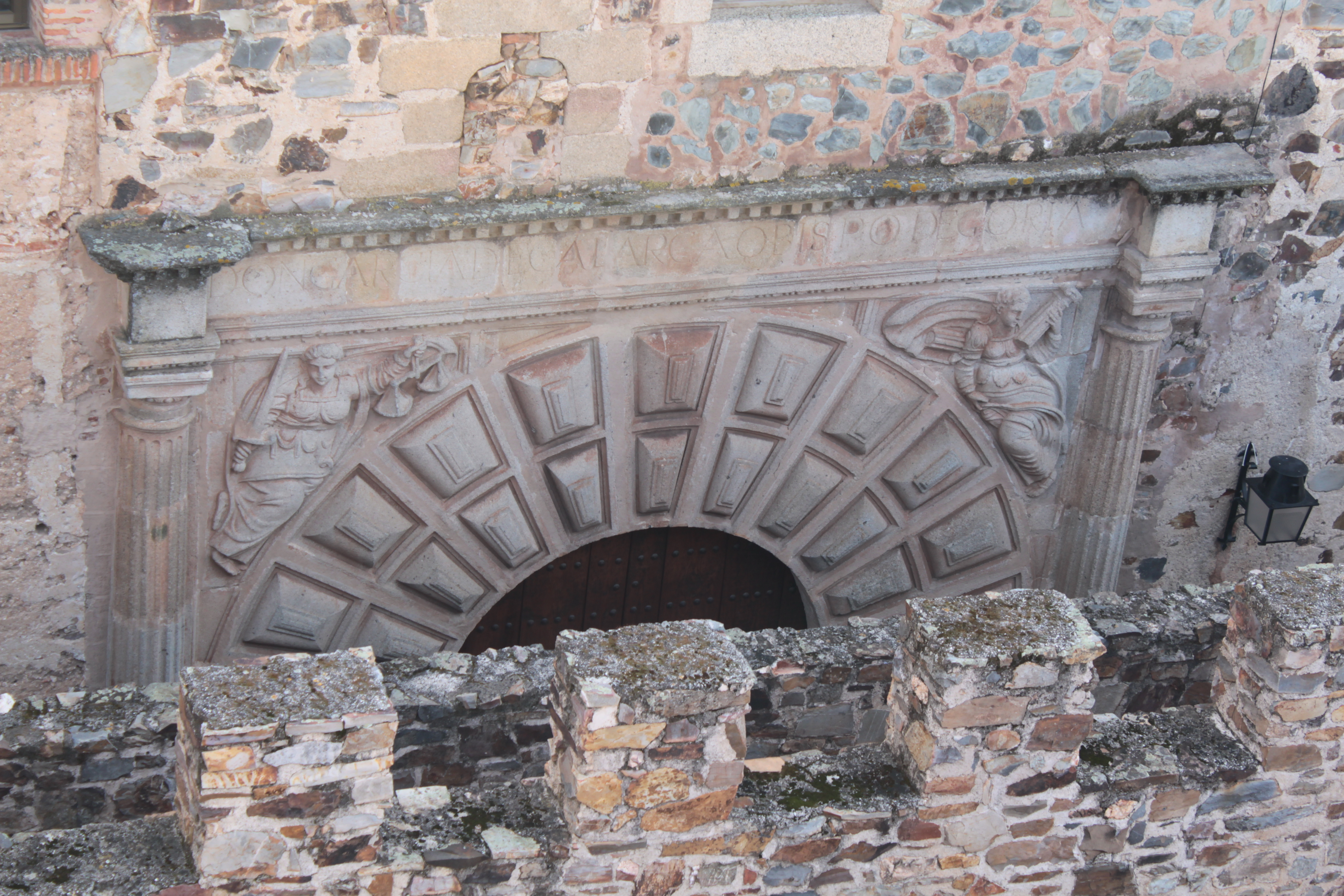
Fachada trasera desde la torre de Bujaco.

La fachada trasera, orientada hacia el adarve de la Estrella, es de estilo renacentista. Del siglo XVI, perteneció a la entrada principal del seminario de San Pedro, edificado fuera de la muralla. La portada es muy parecida a la de la plaza de Santa María, solo que en vez de los indios figuran dos figuras femeninas alegóricas: una porta una espada y una balanza (la justicia) y la otra, una columna (la fortaleza). En su reconstrucción, se trastocaron dos sillares muy parecidos con las letras EC y EG de la inscripción de la parte superior, de forma que se lee «Calarça» y «Goria», en vez de «Galarça» y «Coria».
En 1583 se alojó en este palacio el monarca Felipe II al regresar de su coronación como rey de Portugal.